# On Sight
«On Sight» —en español: «A la vista»—  es una canción del rapero estadounidense Kanye West perteneciente a su sexto álbum de estudio, Yeezus (2013). Fue producida por West y Daft Punk, con producción adicional de Benji B y Mike Dean, e incluye un sonido electrónico al que contribuyó principalmente el dúo francés, con quienes West se involucró para trabajar en varias canciones del disco. Fue escuchada por primera vez cuando el rapero la interpretó en directo en el Festival Governors Ball Music, en junio de 2013.
West establece la narrativa de Yeezus en la canción, la cual contiene una recreación de estudio de «Sermon (He'll Give Us What We Really Need)» de Holy Name of Mary Choral Family, cantada por un coro. La letra contiene una alusión a la enfermedad de Parkinson que causó controversia en varios sectores y generó una respuesta de la Asociación Estadounidense de la Enfermedad de Parkinson. «On Sight» recibió elogios generalizados de los críticos musicales, muchos de los cuales ponderaron su posición como pista de apertura del álbum.
La canción se ubicó en las listas de Billboard Bubbling Under Hot 100 y Hot R&B/Hip-Hop Songs en el número 10 y 38 respectivamente, y alcanzó la decimoquinta posición de la lista On-Demand Songs de la misma revista. Asimismo, logró la certificación de disco de oro al vender 500 000 copias en formato digital en los Estados Unidos.

## Antecedentes

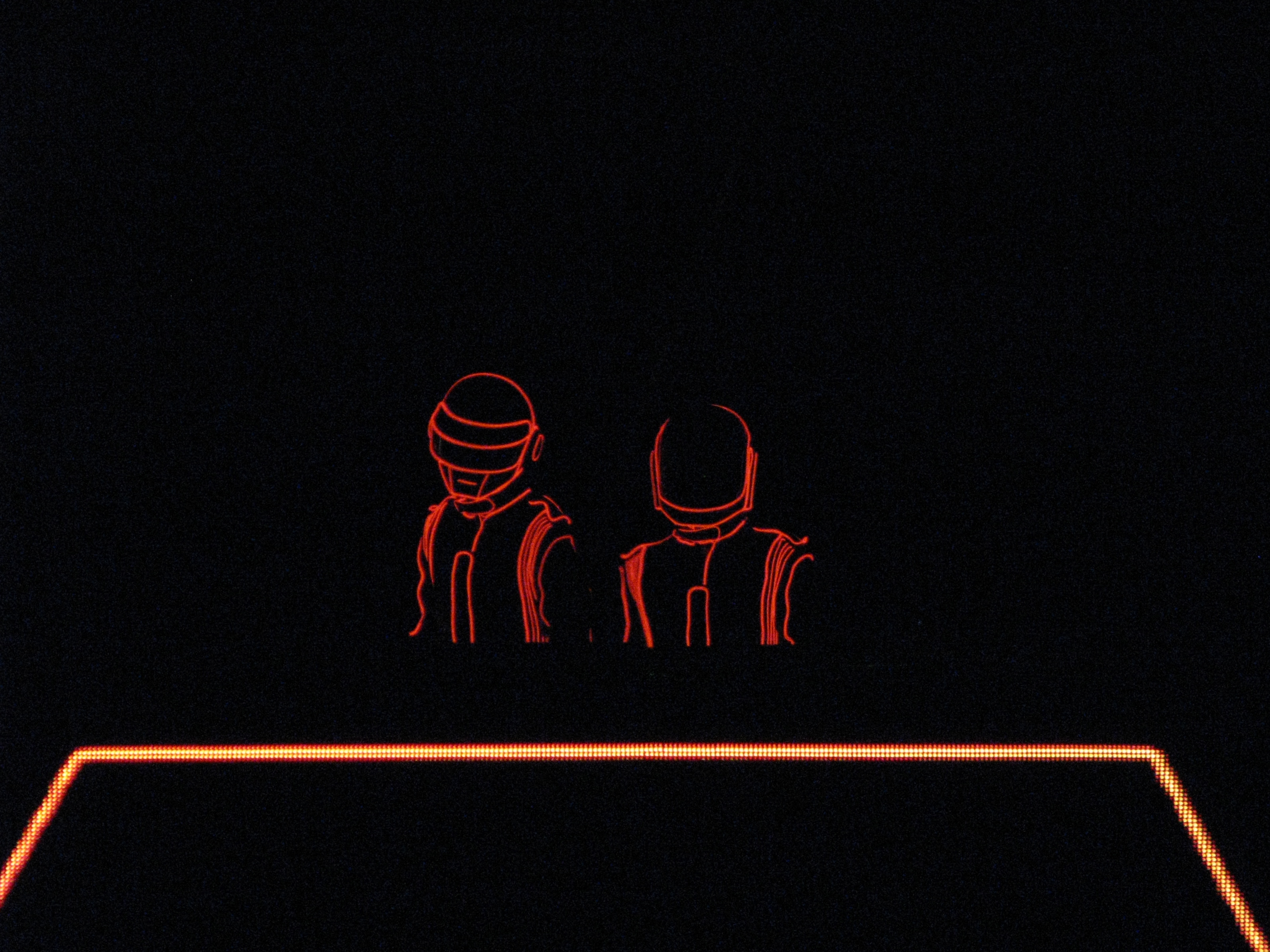
La canción destaca entre la participación de Daft Punk con Yeezus.

El diario británico The Guardian informó en mayo de 2013 que Kanye West publicaría un nuevo álbum de estudio en junio del mismo año, titulado Yeezus, tres años después del lanzamiento de su disco My Beautiful Dark Twisted Fantasy. Los dos primeros temas del disco presentados públicamente fueron «New Slaves» y «Black Skinhead».
West interpretó por primera vez la canción «On Sight» en directo en el Festival Governors Ball Music el 9 de junio de 2013, nueve días antes del lanzamiento del álbum. Thomas Bangalter, del dúo francés Daft Punk, reveló en una entrevista sobre su álbum Random Access Memories en abril del mismo año que, durante la etapa grabación, el dúo trabajó con West en material para su próxima producción discográfica.
Durante un evento de lanzamiento de Yeezus el 10 de junio, el rapero afirmó que trabajó con el dúo francés en tres o cuatro de las canciones, de las cuales «Black Skinhead» ya era de conocimiento público, y confirmó que Daft Punk figuraban entre los principales productores del álbum. Bangalter reveló en una entrevista en el mes de julio que West contactó al dúo francés desde las primeras etapas de la creación de Yeezus.

## Composición y producción
La canción incluye un sonido electrónico elaborado en su mayoría por Daft Punk. Rick Rubin, quien fue llamado por West a último momento para ayudar a pulir la producción del disco, manifestó que los momentos iniciales del tema «polariza a propósito a los oyentes» por ser «aggro» y «realmente ruidosa». Como apertura de Yeezus, West usa la canción para establecer la narrativa del álbum con las líneas: «Fuck whatever y'all been hearin'/Fuck whatever y'all been wearin'/A monster about to come alive again». El título «On Sight» —«A la vista»— hace referencia a la acción instantánea, y el rapero lo usa repetidamente sin ningún contexto; según Chris Lambert de The Daily Dot, parece más un anuncio de cómo vive el personaje retratado en Yeezus.
En la primera mitad de la canción, West muestra al personaje como alguien que parece tener el control y mostrarse seguro, pero hay algo fuera de lo común en la contundencia de su expresión. La segunda mitad cierra con el cantante entregando más detalles de la insatisfactoria vida bohemia del personaje, seguido de una repetición del título de la canción antes de que la letra se deconstruya hacia un glitch. En la parte final, West recrea el estribillo «I need you right now» de su sencillo de 2007, «Stronger». Al describir el sonido de la canción, el productor discográfico Noah Goldstein afirmó:

«On Sight» establece un nuevo listón. Nadie lo está haciendo [en estos momentos]. No hay ni la más remota posibilidad de que alguien la escuche y diga: «Oh, es J. Cole» —sin menospreciar a J. Cole—. Pero sólo hay una persona que puede hacer ese tipo de mierda.

«On Sight» contiene una recreación en estudio de la canción «Sermon (He'll Give Us What We Really Need)», escrita por Keith Carter Sr. e interpretada en versión coral por la Holy Name of Mary Choral Family. Una semana antes del lanzamiento del álbum, los abogados de West se vieron obligados a localizar al director y a los miembros del coro para obtener los respectivos permisos de reproducción.

## Publicación y recepción
«On Sight» fue publicada el 18 de junio de 2013 como la primera canción de Yeezus, el sexto álbum de estudio de West. Aunque inicialmente «Blood on the Leaves» iba a ser el tema de apertura, el equipo de producción decidió a último minuto que «On Sight» ocupara ese lugar. Para el productor discográfico escocés Hudson Mohawke esta decisión fue «probablemente la correcta», ya que «[On Sight] transmite el mensaje de que este es un disco muy diferente».

### Recepción comercial
En la semana del lanzamiento de Yeezus, la canción alcanzó la décima posición en la lista estadounidense Billboard Bubbling Under Hot 100 Singles, y posteriormente abandonó la lista de forma definitiva. También debutó en la ubicación 38 de la lista Hot R&B/Hip-Hop Songs. A nivel internacional, ocupó la posición número 39 de la lista de éxitos australiana ARIA. El 14 de septiembre de 2022, la Recording Industry Association of America (RIAA) lo certificó con un disco de oro por haber vendido 500 000 copias en formato digital en los Estados Unidos.

### Recepción crítica
El tema recibió elogios generalizados de la crítica musical especializada, y la mayoría de ellos coincidieron en que era la canción indicada para iniciar el disco. Helen Brown de The Telegraph la consideró como «una canción en la que West deja de lado el ritmo industrial electrónico para dar paso a un repentino y gloriosamente demente estallido de la Holy Name of Mary Choral Family», y Jon Dolan de Rolling Stone la definió como un «body rock de choque sistémico» que da apertura al álbum. Steph Blasnik de Mic afirmó que West «casi se burla del oyente» con el contenido lírico del puente, considera que es «corto y directo» y que «marca la pauta del álbum y te hace saber de qué va todo: de la no conformidad».
En su reseña para el portal SPIN, Chris Martin manifestó que la producción de Daft Punk le dio un estilo de acid house similar al de la agrupación Phuture, y Alexis Petridis de The Guardian afirmó que «una línea ácida, chillona y distorsionada recorre [su] apertura». En referencia al dúo francés, añadió que la canción es «el tipo de música que algunas personas sin duda desearían haber hecho en lugar de Random Access Memories». Por su parte, Jon Pareles de The New York Times la describió así: «La música lanza las rimas de West como una catapulta, un efecto agravado por su vehemencia. Pero el sonido y la actitud a menudo dicen más que las propias palabras».

## Controversia
«On Sight» contiene una controvertida letra que hace referencia a la enfermedad de Parkinson: «Soon as I pull up and park the Benz/We get this bitch shaking like Parkinson's» La Asociación Estadounidense contra la Enfermedad de Parkinson (APDA) calificó este verso como «desagradable» y «producto de una ignorancia evidente». Por su parte, Maurice Bobb de MTV manifestó al respecto: «El autoproclamado "artista negro de la nueva ola" no es ajeno a las letras controvertidas al provocar la ira de PETA por decir que "su visón se está arrastrando por el suelo" en [la canción] "Cold" del año pasado; pero la indignación de APDA parece superficial considerando que esta no es la primera vez que un rapero usa los síntomas de la enfermedad de Parkinson para lograr un efecto lírico».

## Actuaciones en directo

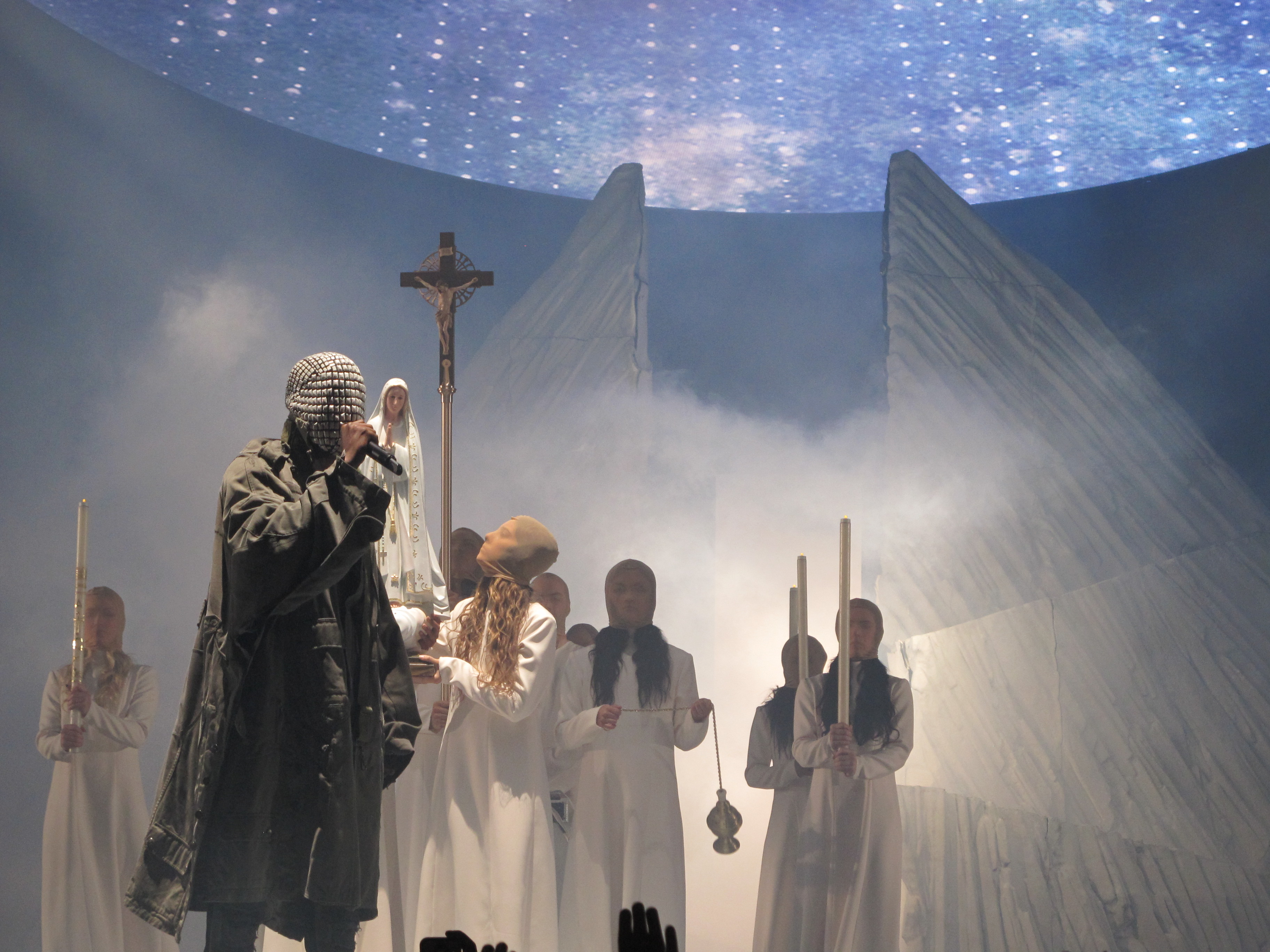
West durante su gira The Yeezus Tour en 2013.

West la interpretó por primera vez en vivo en el Festival Governors Ball Music, el 9 de junio de 2013. En su reseña de la presentación, Tom Breihan de Stereogum describió la canción como «una versión de Kanye de la música industrial de baile de finales de los años 1980». Durante su concierto en el KeyArena de Seattle durante la gira The Yeezus Tour en octubre de 2013, West abrió el espectáculo con «On Sight» y hacia el final del mismo utilizó el coro de la canción de forma repetida a modo de cierre.
Ese mismo mes, West «salió tambaleándose, con los músculos ondulantes y la cara oculta tras una máscara de luchador» cuando la interpretó en vivo como apertura de su concierto en el Staples Center en Los Ángeles; también la usó para iniciar su presentación en el American Airlines Center de Dallas, en diciembre de 2013. En general, el músico interpretó «On Sight» en el primer lugar de su repertorio en la mayoría de los conciertos de la gira, la cual se extendió hasta septiembre de 2014.

## Créditos
Adaptados de las notas del disco Yeezus.
- Compositores: Kanye West, Guy-Manuel de Homem-Christo, Thomas Bangalter, Malik Jones, Che Smith, Elon Rutberg, Cydel Young, Derek Watkins, Mike Dean.
- Productores: Kanye West y Daft Punk.
- Productores adicionales: Mike Dean #MWA y Benji B.
- Ingenieros de sonido: Noah Goldstein, Anthony Kilhoffer, Andrew Dawson y Mike Dean.
- Ingenieros de sonido asistentes: March Portheau, Khoi Huynh, Raoul Le Pennec, Nabil Essemlani, Keith Parry, Kenta Yonesaka, David Rowland, Sean Oakley, Eric Lynn, Dave «Squirrel» Covell y Josh Smith.
- Ingeniero de mezcla: Noah Goldstein.
- Asistente de mezcla: Sean Oakley, Eric Lynn, Dave «Squirrel» Covell Covell y Josh Smith.
- Producción del coro: Ken Lewis,
- Batería: Dylan Wissing,
- Percusión: Matt Teitelman.
- Director del coro: Alvin Fields.
- Coro: Carmen Roman, K. Nita, John Morgan, Jessenia Peña, Ronnie Artis, Crystal Brun, Sean Drew, Natalis Ruby Rubero, Lorraine Berry, Gloria Ryann y Timeka Lee.
- Ingeniero de sonido del coro: Uri Djema

## Listas de éxitos
| Lista (2013)                                    | Mejor posición |
| ----------------------------------------------- | -------------- |
| Australia (ARIA)                                | 39             |
| Estados Unidos (Bubbling Under Hot 100 Singles) | 10             |
| Estados Unidos (Hot R&B/Hip-Hop Songs)          | 38             |
| Estados Unidos On-Demand Songs (Billboard)      | 15             |

## Certificaciones
| País           | Organismo certificador | Certificación | Ventas certificadas | Ref.   |
| -------------- | ---------------------- | ------------- | ------------------- | ------ |
| Estados Unidos | RIAA                   | Oro           | 500 000             | [ 17 ] |